# A búra alatt (televíziós sorozat)
A Búra alatt (eredeti címe: Under the Dome) amerikai sci-fi dráma sorozat, megalkotói Stephen King és Brian K. Vaughan. Steven Spielberg produkciós cége, az Amblin Entertainment és a CBS Television Studio készíti.  
A bevezető epizód 2013. június 24-én került adásba az amerikai CBS csatornán, mely a nyár és az év legnagyobb sikerének számít az új sorozatokat tekintve Amerikában. A történet Stephen King regényén alapul, ami itthon A Búra alatt címen jelent meg. A sorozat első évadja 13 részes és az amerikai CBS csatorna már megrendelte a második évadját is. Magyarországon a TV2 sugározza 2013. szeptember 11.-e óta, majd a folytatásokat a PRO4 sugározza.

## A sorozatról
Chester's Mill lakói egy nap különös jelenségre ébrednek, hirtelen gyorsasággal egy rejtélyes erőmező, egy láthatatlan búra ereszkedik le a településre, ami átlátszó, de törhetetlen. A pánik azonnal eluralkodik az embereken, ám a megpróbáltatások sora csak most kezdődik számukra. Teljesen elszigetelődnek a civilizációtól és a láthatatlan burát sem belülről, sem kívülről nem lehet megsemmisíteni. A csapdába esett városlakóknak így hát fel kell fedezniük az eredetét, és létezésének célját.

## Epizódok
| Évad | Évad | Részek száma | Részek száma | Eredeti sugárzás | Eredeti sugárzás     | Eredeti adó | Magyar sugárzás      | Magyar sugárzás    | Magyar adó |
| Évad | Évad | Részek száma | Részek száma | Évadbemutató     | Évadzáró             | Eredeti adó | Évadbemutató         | Évadzáró           | Magyar adó |
| ---- | ---- | ------------ | ------------ | ---------------- | -------------------- | ----------- | -------------------- | ------------------ | ---------- |
|      | 1.   | 13           | 13           | 2013. június 24. | 2013. szeptember 16. | CBS         | 2013. szeptember 11. | 2013. december 4.  | TV2        |
|      | 2.   | 13           | 13           | 2014. június 30. | 2014. szeptember 22. | CBS         | 2014. szeptember 18. | 2014. december 18. | PRO4       |
|      | 3.   | 13           | 13           | 2015. június 25. | 2015. szeptember 10. | CBS         | 2015. augusztus 27.  | 2015. november 19. | PRO4       |

## Szereplők
- Mike Vogel – Dale "Barbie" Barbara,  amerikai veterán katona, aki titkos megbízás miatt volt Chester's Mill-ben. Behajtóként dolgozik (magyar hangja Király Attila)
- Rachelle Lefevre – Julia Shumway,  a "The Independent" című helyi lap szerkesztője, oknyomozó riporter (magyar hangja Mezei Kitty)
- Natalie Martinez – Linda Esquivel, a város egyik seriffhelyettese, majd seriffje (magyar hangja Pálmai Anna)
- Colin Ford – Joe McAlister, tinédzser (magyar hangja Timon Barna)
- Britt Robertson – Angie McAlister, Joe nővére, aki a helyi kávézóban pincérnő (magyar hangja Csuha Bori)
- Dean Norris – James "Big Jim" Rennie a város második tanácsosa, szereti, ha ő irányíthatja a dolgokat, rejtett alvilági üzleteket folytat a város tudta nélkül (magyar hangja Vass Gábor)
- Alexander Koch – James "Junior" Rennie, "Big Jim" pszichopata fia (magyar hangja Fehér Tibor)
- Mackenzie Lintz – Elinore "Norrie" Calvert-Hill, Alice lánya (magyar hangja Pekár Adrienn)
- Nicholas Strong – Phil Bushey, a helyi rádió lemezlovasa (magyar hangja Varga Rókus)
- Jolene Purdy – Dodee Weaver, a helyi rádióállomáson dolgozik (magyar hangja Kokas Piroska)
- Aisha Hinds – Carolyn Hill és
- Samantha Mathis – Alice Calvert, egy leszbikus pár, akik Los Angelesben élnek, "Norrie"-t akarták Chester's Mill-en keresztül eljuttatni egy táborba (magyar hangjai Nyakó Júlia és Söptei Andrea)
- Jeff Fahey – Howard "Duke" Perkins, Chester's Mill seriffje (magyar hangja Kőszegi Ákos)
- Eddie Cahill – Sam (magyar hangja 2. Évad: Tóth Roland)